# Niek Kemps
Nicolaas (Niek) Kemps (Nijmegen, 21 augustus 1952) is een Nederlands beeldend kunstenaar; hij woont en werkt in Amsterdam en Wenduine, België.

## Musea
Werk van Niek Kemps is opgenomen in de collectie van de volgende musea:
- Stedelijk Van Abbemuseum in Eindhoven
- Stedelijk Museum in Amsterdam
- Museum Boijmans Van Beuningen in Rotterdam
- Rijksmuseum Kröller-Müller in Otterlo
- Stedelijk Museum in Roermond
- Museum van Hedendaagse Kunst (Muhka) in Antwerpen, België
- Stedelijk Museum voor Actuele Kunst (SMAK) in Gent, België
- Museu Serralves, Porto, Portugal
- Musée d'art moderne de la Ville de Paris

## Tentoonstellingen (selectie)
- Trieënale Beaufort aan de Belgische Kust (2009)
- The 80's: A Topology', Museu Serralves, Porto (2006)
- 'Nederland niet Nederland', Van Abbemuseum, Eindhoven (2004)
- Münsterland Sculpture Biennal, Münsterland (2003)
- 'Ville, le Jardin, la Mémoire', Villa de Medici, Rome (2000)
- 'L'Ombra degli dei', Mito Greco e arte contemporanea, Palermo (1998)
- 'Big eyes, small window', Tramway, Glasgow (1996)
- 'Loosely Coupled System', Foksal Galleria, Warschau (1996)
- The Corcoran Museum of Art, Washington D.C. (1995)
- Biënnale van Venetië (1993)
- Wereldtentoonstelling van 1992 in Sevilla
- 'Opac', Caixa de Pensions, Barcelona (1991)
- 'TweeTwoDeux', Musee d'Art Moderne, Saint-Étienne, Frankrijk (1988)
- 'TweeTwoDeux', Museum Boijmans Van Beuningen, Rotterdam (1988)
- Documenta 8, Kassel, Duitsland (1987)
- 'Chambres d'amis', Stedelijk Museum voor Actuele Kunst (SMAK) in Gent, België (1986)
- Sonsbeek '86, International Sculpture Show, Arnhem (1986)
- 'Don't forget it', Stedelijk Museum voor Actuele Kunst (SMAK) in Gent (1984)
- 'Groene Wouden', Rijksmuseum Kröller-Müller, Otterlo (1983)

## Werken in de openbare ruimte
- Albedo in Bredene (2009) (BE)
- Nationaal Dachau Monument in het Amsterdamse Bos (1996)
- A memory floats in de Ruitenstraat in Dordrecht (2004)
- Énergie sombre dans une nuit blanche, raam in gebouw Het Sieraad in Amsterdam-West (2005/2006)

## Bedrijfscollecties
- Luchthaven Schiphol
- Achmea Kunstcollectie
- Kunstcollectie KPN
- TNT Post Kunstcollectie
- Academisch Ziekenhuis Maastricht
- Rijkswaterstaat, Hoofdkantoor Zuid-Nederland Maastricht